# مادورای
مادورای
شهر مادورای (به انگلیسی: Madurai) با جمعیت ۸۹۵٫۶۰۷ نفر در ایالت تامیل نادو در کشور هند واقع شده‌است.